# 선원

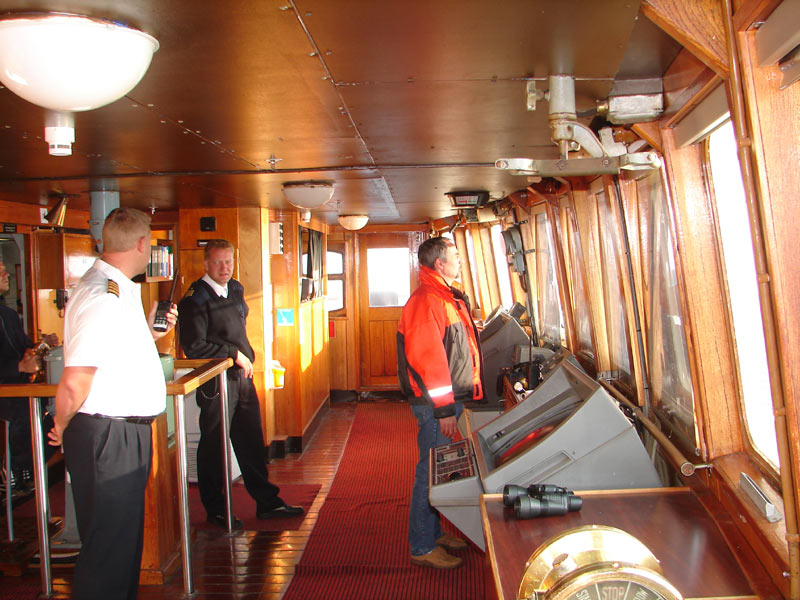
선원

선원(船員)은 선박에 탑승하여 해상에서 일하는 사람들의 총칭이다. 다른 말로 사공(沙工/砂工), 뱃사공, 뱃사람, 고공(篙工), 선부(船夫), 선인(船人), 수객(水客), 주자(舟子), 초공(梢工) 등이 있다.

## 같이 보기
- 공무원
- 군인